# Kantharosz (edény)

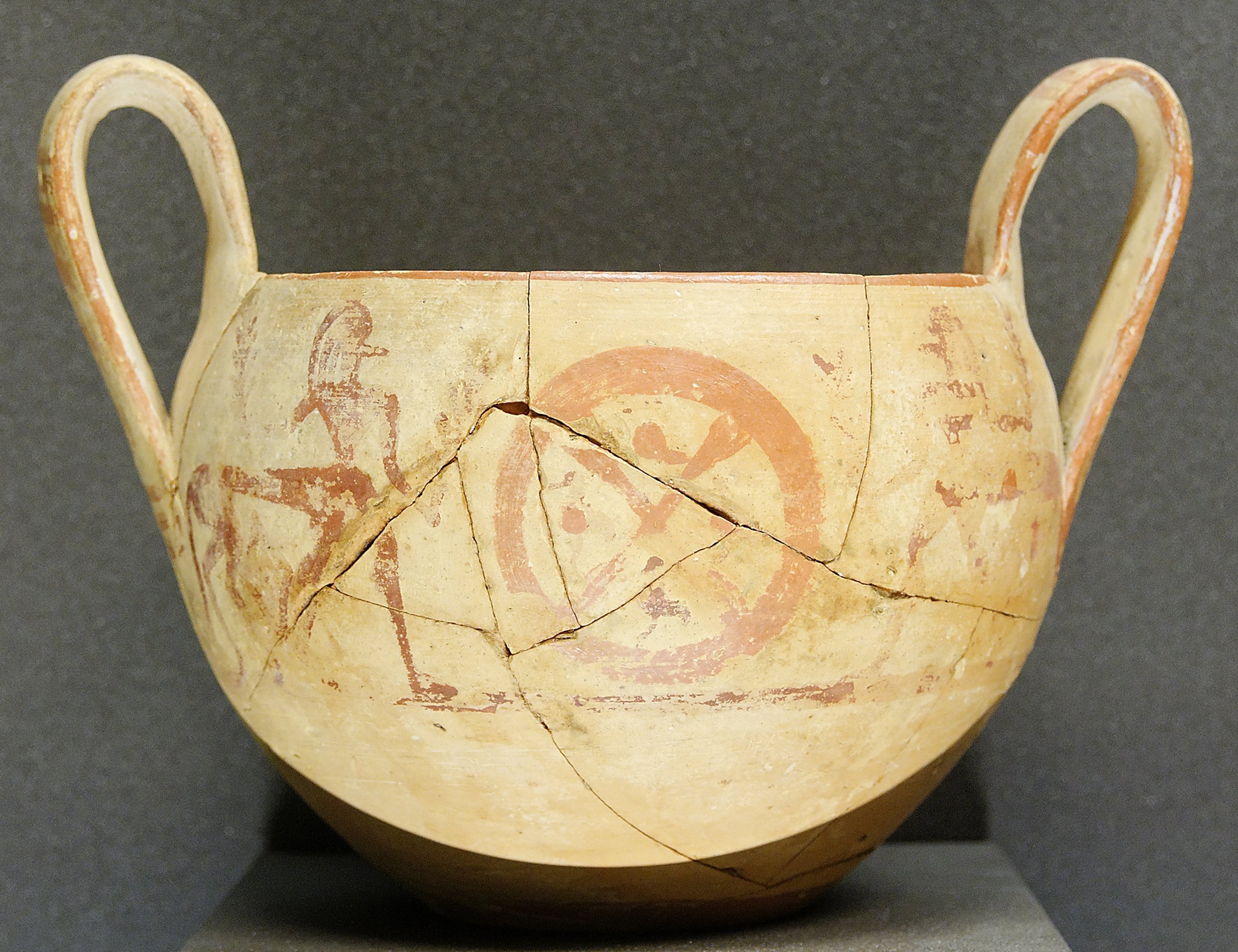
Kantharosz a Louvre-ben

A kantharosz ókori görög, mély ivócsésze, hurok alakú magas fülekkel és magas talppal. Jellegzetes alakja először az etruszk bucchero-edények között jelent meg, i. e. a hetedik század végén, hatodik század elején. Innen átkerült az attikai és boiótiai művészetbe. Gyakran ábrázolták Dionüszosz ivóedényeként.